# Rhyolite (despoblado)

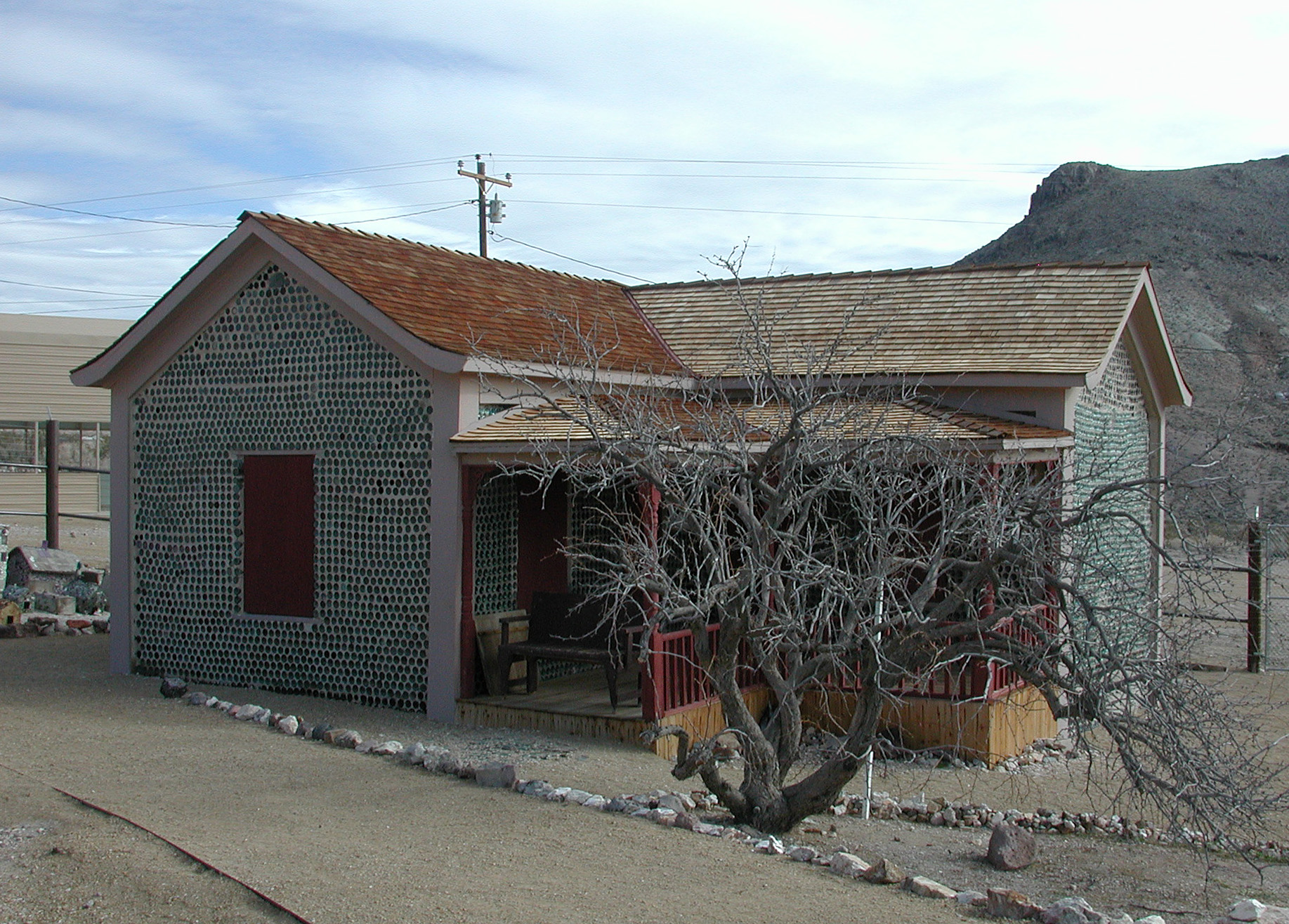
Bottle House: construida con botellas de cerveza y licor debido a la escasez de madera en ese tiempo.

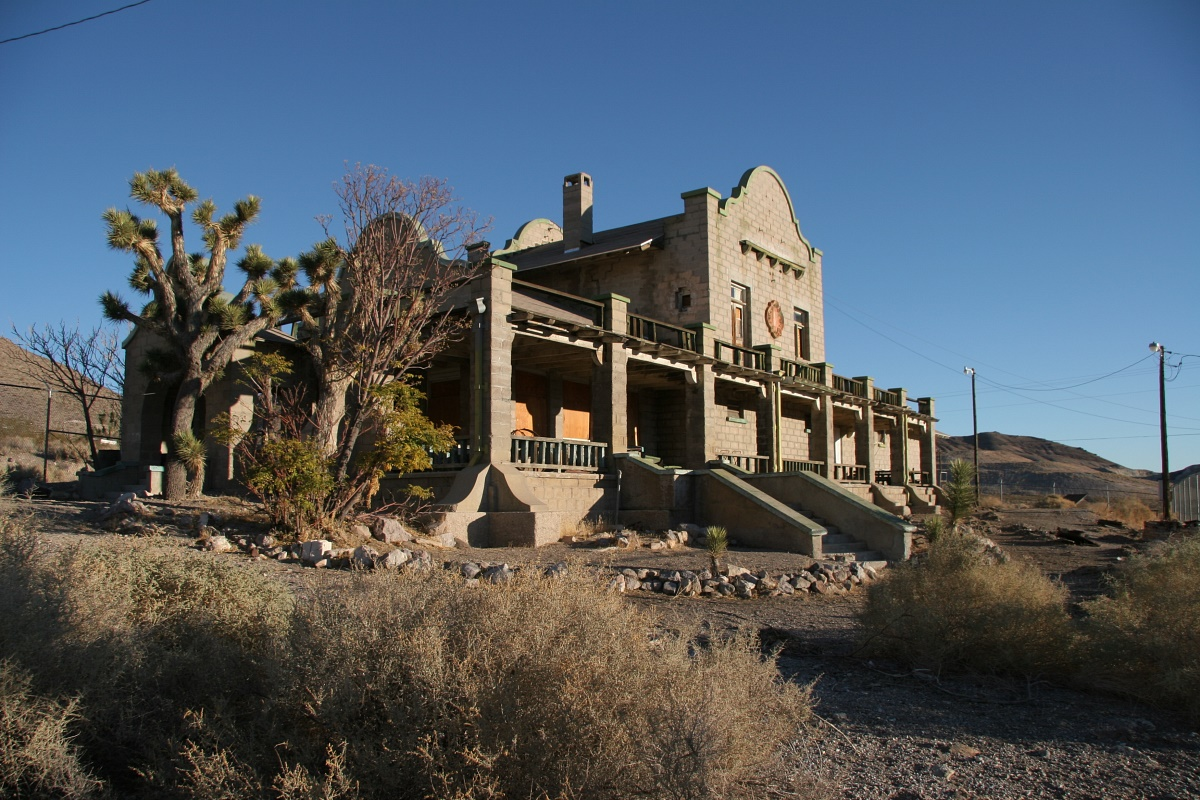
Estación de tren.

Rhyolite es un despoblado del condado de Nye, Nevada, Estados Unidos. La ciudad surgió a inicios del siglo XX y su decaimiento inició como consecuencia del pánico financiero de 1907.

## Historia
La localidad tuvo su origen con el descubrimiento de oro por Frank "Shorty" Harris y Earnest L. Cross el 4 de agosto de 1904, lo que ocasionó la inmediata aparición de numerosos campos mineros en la zona, entre ellos el Gold Center. El nombre del pueblo se debió a la roca riolita en la que estaba incrustada el precioso metal. Hacia el mes de febrero de 1905, las parcelas de terrenos en la región eran vendidas a 50 dólares y el agua era un recurso valioso que se negociaba entre 2 y 5 dólares el barril. Los reclamos de vetas se elevaron a 2.000 en corto tiempo y casas comerciales —entre saloons, restaurantes y hostales— proliferaron en el sitio.
En el transcurso de ese mismo año, aparecieron estaciones de automóviles, el periódico Rhyolite Herald, servicio de transporte por diligencias y oficina postal. En mayo su población era de unas 1.500 personas. Rhyolite no fue una localidad violenta como lo fueron otras del "viejo oeste", aunque hubo al menos tres homicidios entre los residentes.
Hacia 1906 surgieron empresas que comerciaban con el agua y una heladería. Asimismo, fue construida la vivienda conocida como Bottle House, hecha de 50.000 botellas de cerveza y licor, ante la falta de madera en la zona. Por otro lado, el ferrocarril hizo su aparición con las compañías Tonopah & Tidewater Railroad y Las Vegas & Tonopah Railroads. Al final del año, Rhyolite ostentaba más establecimientos entre plantas de hielo, hoteles, hospital, bolsa de valores y también una zona roja. Otros entretenimientos incluían juegos de béisbol, tenis, baloncesto y ópera. En 1907 alcanzó los 12.000 habitantes y se establecieron postes de luz eléctrica, cañerías y teléfono; de igual manera, fue erigida una planta para la extracción de minerales en la Montogomery Shoshone Mine, cuyo propietario aseveraba que podía extraer un monto de $10 000 dólares diarios.
Sin embargo, el pánico financiero de 1907 comenzó el decaimiento de la población, pues los inversores —muchos de ellos del este del país— empezaron a retirar sus valores de los bancos locales. A pesar de todo, en 1908 fueron edificados más inmuebles, entre ellos el John S. Cook Bank y una estación de ferrocarril. Después de la crisis, la población empezó a emigrar a otros lugares y hacia 1909 había unos 1000 residentes. El siguiente año la mina Montgomery Shoshone Mine cerró operaciones, así como el periódico local. 
El último habitante murió en 1924. Los restos de la población serían usados en los siguientes años para escenificar películas, montar museos, o simplemente como atractivos turísticos, pues muchas edificaciones continuaron en pie. El terreno que ocupa en la actualidad es compartido tanto por propietarios privados como por el mismo Estado.